# Бой под Канделем
Бой под Ка́нделем (ещё называют Бой под Ка́нделем и Зе́льцем) — эпизод Гражданской войны в России. Бой частей Вооружённых сил Юга России, эвакуируемых из Одессы, с превосходящими силами Красной армии (стрелковая дивизия и кавалерийская бригада Г. И. Котовского), произошедший 2 (15) февраля 1920 года в районе немецких колоний Кандель и Зельц. Бой вошёл в историю Гражданской войны тем, что основной удар советских войск стойко приняла на себя рота кадет старших классов Одесского кадетского корпуса. Бой стал одним из последних сражений Гражданской войны в Новороссийской области Вооружённых сил Юга России.

## Предыстория
25 января (7 февраля) 1920 года Одесса, центр Новороссийской области, была оставлена частями Новороссийской области Вооружённых сил Юга России (в основной своей массе тыловыми, так как Одесса была тыловым городом, а все фронтовые части группы войск под командованием генерала Н. Э. Бредова, отступая, пошли не на Одессу, а на Тирасполь), отрядами добровольцев, организованными в городе для его защиты от приближающейся Красной армии, чинами гражданских ведомств и учреждений ВСЮР, членами семей военнослужащих и служащих, а также всеми иными лицами, которые не желали в силу тех или иных причин оставаться на занимаемых большевиками территориях. Значительная часть военнослужащих, раненых и беженцев (порядка 16 тысяч из примерно 40 тысяч желающих) смогла погрузиться на суда в Одесском порту и уйти из Одессы морем.
Однако из-за того, что судов для эвакуации всех желающих всё равно не хватало, и из-за того, что оборона города не была должным образом организована и красные части стремительно вошли в город, эвакуировать всех морем не представилось возможным. После ухода из порта последних судов, который происходил уже под ружейным и пулемётным огнём советских войск, в городе ещё оставалось до шести тысяч военнослужащих различных частей и добровольцев, а также большое количество гражданских лиц, желавших эвакуироваться. Вся эта масса людей, числом до 16 тысяч, обременённых многочисленными обозами, вышла из Одессы, взяв направление к румынской границе, которая, после аннексии Румынией Бессарабии в 1917 году, проходила по берегу Днестровского лимана.
В числе не попавших на суда были кадеты и воспитатели Одесского кадетского корпуса. Воспитателей с семьями было около 45 человек, кадетов — до 900, в основном младших классов — мальчиков 10—14 лет. 1-й и 3-й взводы 1-й роты (полурота) являясь самыми старшими, были, фактически, единственной реальной силой, на которую могло положиться командование корпуса (утром 25 января 2-й и 4-й взводы 1-й роты, почти вся 2-я рота и почти все кадеты-киевляне, вышедшие в порт самостоятельно, без воспитателей, по инициативе своих старшеклассников (всего более 150 кадет) всё же попали в Одесский порт и погрузились на судно).
28 января (10 февраля) 1920 год военнослужащие и беженцы прибыли в Овидиополь, напротив города Аккерман, который был уже на румынской стороне и который уже назывался Четатя-Албэ. Общее командование всеми силами и отрядами (полковника Стесселя, генералов Мартынова и Васильева) принял на себя старший по званию генерал Васильев — в историографию он так и вошёл как «Овидиопольский отряд» или «отряд генерала Васильева». Общее число людей в отряде оценивалось от 12 до 16 тысяч, основная масса гражданских лиц. В течение 28—30 января было совершено несколько попыток перейти по льду лимана на румынскую сторону, но выяснилось, что румынские власти отказались принять русских беженцев и военнослужащих. Румыны пропустили к себе только беженцев с иностранными паспортами. Так как красные части шли по пятам отряда, командованием было принято решение сформировать из желающих вооружённый отряд и попытаться прорваться из мешка, в котором они оказались, на север, идя вдоль румынской границы на соединение с отрядом Н. Э. Бредова, который, находясь в схожих условиях в районе Тирасполя, предпринял попытку прорыва на север, для выхода к польской границе. Часть беженцев рассеялась: кто-то уже был изрублен конницей Котовского; кто-то стал жертвой мародёров из местных жителей или холода. Присоединиться к отряду было предложено кадетам старших классов. Почти все они и записались в него. Вместе с ними в отряд записались четверо мальчиков из младших классов — те, у кого были братья среди старшеклассников. Около 50 кадет при пяти офицерах образовали роту, вошедшую в сводный батальон под командованием коменданта Одессы полковника А. А. Стесселя.
Оставшиеся мальчики-кадеты, во главе с директором корпуса полковником Бернацким, пошли обратно в Одессу, сдаваться «на милость победителей» — полковник надеялся, что большевики не посмеют расправиться с детьми. Так оно и случилось — при встрече с первыми разъездами красных все офицеры и кадеты-старшеклассники были арестованы, а младших отпустили; они пробрались в опустевшее здание корпуса, где ими никто не занимался, и постепенно «распылились».
31 января (13 февраля) 1920 года в 6 ½ часов утра сформированный отряд под общим командованием генерала Васильева тронулся в путь. С отрядом шли всё ещё не окончательно рассеявшиеся беженцы. Всего было до 10 тысяч человек, из них вооружённых около пяти тысяч. Несмотря на отданные распоряжения о ликвидации всех обозов, фактическое количество подвод с различным имуществом практически не уменьшилось, что сильно уменьшало скорость движения отряда.
Поход проходил в очень тяжёлых условиях — не было места для ночлега, не было запасов еды и воды, многим бойцам приходилось идти пешком, так как армейское командование не решалось сбросить с подвод частное имущество, чтобы посадить на них бойцов, дороги были замёрзшие и заснеженные — стояла морозная погода. Часто приходилось идти вообще без дороги, по замёрзшей пашне, обходя занятые красными селения. На отряд и обозы наседали красные кавалерийские части, местные жители были враждебно настроены, с румынской стороны по отряду также стреляли, пытаясь таким образом не дать ему перейти в Румынию. Численность отряда постепенно уменьшалась — кто-то принимал решение уходить из отряда, кто-то отставал вопреки своей воле.
В таких условиях, находясь практически без отдыха, без горячей еды и под открытым январским небом с 25 января, Овидиопольский отряд 2 (15) февраля 1920 года встретил в большом селении Кандель, где была запланирована днёвка, передовую заставу красных войск, преградивших им путь.

## Состав отряда генерала Васильева
Формально командиры всех разрозненных отрядов на общем совещании в Овидиополе приняли решение подчиниться единому командующему, в лице генерала Васильева. На деле же многие отряды действовали по своему усмотрению и выполняли приказы Васильева «постольку-поскольку». В отряд Васильева вошли следующие самостоятельные отряды:
- «Малороссийский партизанский отряд атамана Струка» (или «Крестьянский партизанский отряд батьки Струка»);
- Сводный батальон полковника Стесселя в составе:
  - рота, составленная из добровольческого отряда «Союз Возрождения России»
  - рота, составленная из добровольческого «Отряда особого назначения» В. В. Шульгина (состоял преимущественно из учащейся молодёжи);
  - рота, составленная из полуроты Одесского кадетского корпуса;
  - «1-й Одесский партизанский батальон 1-го офицерско-добровольческого полка Новороссии»;
- Броневик «Россия»;
- Эскадрон Павлоградских гусар — единственная конная часть отряда;
- Гвардейские сапёры;
- 15-я конная батарея[5], при единственном орудии[6];
- Отряды чинов государственной стражи из эвакуированных городов Правобережной Украины и Новороссии;
- Отдельные бойцы и офицеры ВСЮР, отставшие от своих частей.

## Бой
2 (15) февраля 1920 года в 10-м часу утра отряд генерала Васильева подошёл к южной окраине немецкой колонии Кандель, расположенной на восточном берегу Кучурганского лимана. В ней находилась застава Красной армии, которая открыла по приближающейся колонне пулемётный огонь. Приказ овладеть колонией был дан ротам добровольцев «Союза Возрождения России» и кадет. Атака была настолько стремительной, что большевики не успели оказать никакого сопротивления. Кадетами был взят пулемёт, но без замка и пулемётных лент, которые красные успели, по всей видимости, забрать с собой.
Люди в отряде, которые совершили практически непрерывный 48-часовой марш при морозной погоде, забыв обо всём, устремились в колонию, пытаясь как можно быстрее попасть в тёплые жилища, начать приготовление пищи, устраиваться на отдых. Однако командование, понимая, что основные силы Красной армии должны располагаться в Тирасполе, который всего лишь в примерно двадцати верстах на север-северо-запад от Канделя, отдало приказ выставить на северной границе колонии заставы из кадетской и шульгинской рот.
Красное командование в действительности решило окружить отряд Васильева, прижав к берегу лимана, для чего кавалерийская бригада Котовского начала наступление на Кандель из немецкой колонии Зельц, расположенной севернее Канделя и практически вплотную к ней, а стрелковая дивизия атаковала колонию с юго-востока, со стороны станции Выгода. На железнодорожных путях, что проходили примерно в десяти верстах на север от Канделя, курсировал красный бронепоезд, преграждая путь на Тирасполь.
Когда на Кандель началась атака советских войск, командование отдало бойцам приказ о выдвижении на оборонительные позиции на окраинах села. Однако основная масса бойцов отряда Васильева приказ не выполнила — люди были слишком уставшими и не торопились выходить из тёплых жилищ, продолжая отдых или приготовление пищи, либо впали в панику, думая не об обороне, а о спасении собственной жизни. На рубежи обороны в первоначальный этап боя вышли наиболее морально устойчивые и боеспособные части — рота кадет, отряд Шульгина, отряд офицеров-добровольцев, общим числом не более 200—300 человек. Кадетам было выдано всего по четыре обоймы патронов на бойца. Дополнительно их роте был передан пулемёт «Льюис».
К Канделю приближались цепи красной пехоты, поддерживаемые пулемётным огнём тачанок и артиллерией. На холмах появилась красная конница, готовая начать атаку и преследование, как только белые будут опрокинуты. Немногочисленные на первоначальном этапе боя защитники Канделя проявили мужество и стойко выдержали атаку красных. За пулемётом кадетской роты находился кадет Никольский, который вступил в дуэль с пулемётными тачанками красных, очень удачно отгоняя их своим огнём. Вскоре, однако, он был ранен в кисть правой руки. Под давлением превосходящих сил красных обороняющиеся начали организованный отход.
Постепенно командованию белых удалось поднять бойцов. На передовую подошёл броневик «Россия» и открыл огонь из своих пулемётов, на позицию вышли артиллерийская батарея, отогнавшая своим огнём конницу неприятеля, павлоградские гусары, пехотные и прочие части.
Перейдя в контратаку, белые опрокинули красную пехоту и у неё на плечах ворвались в колонию Зельц и, в ходе упорного боя, происходившего за каждую улицу и длившегося весь остаток дня, полностью овладели ею. Наступавшие вели бой боеприпасами, взятыми на убитом противнике и у пленных, так как выданные в начале боя патроны были израсходованы. Красные понесли большие потери. Их преследование прекратилось только с наступлением темноты. Жители колонии дружелюбно встретили белых бойцов, предлагая им кров и пищу.
Хотя отряд Васильева в результате боя и контратаки нанёс красным поражение и продвинулся на пять вёрст, отбив у красных селение Зельц, общее положение отряда не улучшалось, а ухудшилось — были в значительной мере израсходованы боеприпасы, у броневика «Россия» закончился бензин и его пришлось бросить, были израсходованы все артиллерийские снаряды. Высокими были людские потери — по разным оценкам, было убито и ранено от 100 до 400 бойцов. Одесские кадеты потеряли убитыми четырёх своих товарищей. Столько же было ранено или пропало без вести. В то же время красным войскам не было нанесено решительного поражения. Следующий бой отряду Васильева уже было бы нечем вести.

## Последующие события
Несмотря на военный успех, положение отряда Васильева стало критическим. В бою был израсходован весь боезапас. Генерал Васильев принял решение ещё раз попытаться перейти на румынскую территорию. Некоторое количество строевых частей и отрядов добровольцев, во главе с полковником Стесселем, приняли решение, бросив все обозы и беженцев, ударной группой, попытаться налегке вырваться из окружения для соединения с частями генерала Бредова. Их план удался.
В ночь со 2-го на 3 февраля 1920 г. остатки отряда генерала Васильева вышли из Канделя и направились к берегам Днестра, для перехода через румынскую границу. В плавнях Днестра собралось до 6000 военнослужащих и беженцев отряда Васильева — всё что осталось от той колонны, что собралась за неделю до этого в Овидиополе. К вечеру 3 февраля отряд перешёл румынскую границу в районе села Раскаецы. Генерал Васильев, отправившийся на переговоры, получил разрешение только на то, чтобы переночевать в этом селе. Утром 4 февраля румынские войска, установив на возвышенностях, окружавших село, пулемёты, открыли огонь по хатам села, где ночевали русские, и по русскому обозу. Стреляли поверх голов, но в отряде были убитые и раненые. По свидетельствам врача Красного Креста Докучаева, только в результате этого обстрела в госпиталь поступило около 150 раненых, а всего в окрестностях Раскаец румынские крестьяне собрали впоследствии около 500 трупов. На румынской территории не позволили остаться даже лазарету — раненые были вышвырнуты из домов и отправлены на советскую территорию. Все побывавшие в руках румынских военных были до нитки ограблены ими.
К этому моменту, однако, положение кадетской роты, уже перешедшей на советский берег Днестра и планировавшей продолжить поход по замёрзшему руслу реки на север, на соединение с частями Бредова, коренным образом изменилось. В Раскаецы прибыл личный представитель румынской королевы Марии Волков, который привёз приказание пропустить весь кадетский корпус на румынскую территорию.
Как оказалось, ещё в Аккермане начальнику корпуса полковнику Бернацкому было позволено послать королеве Марии (внучке Николая I) телеграмму с мольбой о помощи. Румынский коммендант Аккермана, позволив послать телеграмму, не позволил дождаться ответа на неё. Телеграмма не застала королеву в Бухаресте. Как только она узнала о печальной судьбе кадет, она послала в Аккерман телеграмму с указанием принять корпус. Ответная телеграмма королевы опоздала на один день. Кроме телеграммы в Аккерман были посланы её представители и выехали представители военных миссий союзников, с указаниями организовать приём кадет и вообще содействовать приёму всего отряда. Не найдя корпус в Аккермане и узнав о том, что отряд генерала Васильева проследовал на север, они на свой страх и риск последовали в том же направлении, надеясь хоть где-то встретить корпус или его остатки. Встреча произошла в Раскаецах.
Рота кадет в этот момент насчитывала 39 кадет при двух офицерах (капитан Реммерт и полковник Фокин, который румынам был представлен воспитателем корпуса). Всего из отряда Васильева в эти дни на румынскую территорию, кроме кадетской роты, всеми правдами и неправдами удалось пробраться не более чем нескольким сотням бойцов и беженцев (по данным румынской стороны, всего из отряда Васильева на румынскую территорию было пропущено 1800 человек). Остальные сдались красным, погибли от огня румын и конницы Котовского, были ограблены местными мародёрами и погибли от холода, «распылились». Сам генерал Васильев застрелился, хотя румыны предлагали ему одному остаться в Румынии. Самоубийством закончили жизнь многие офицеры отряда. Те же лица, что были пропущены в Румынию, ещё многие недели содержались в тюрьмах в чрезвычайно суровых условиях.
Кадет из Раскаец перевезли в Аккерман и хотели разместить в городской тюрьме, чему в резкой форме воспротивился польский военный представитель, сопровождавший кадет из Раскаец, сам бывший кадет бывшего российского Полоцкого корпуса. Благодаря его заступничеству кадет и офицеров разместили в городской школе, устроив, впрочем, им вполне тюремный режим. Паёк, выдаваемый «заключённым», съедали сами румынские жандармы. На протяжении почти полутора месяцев пребывания в заключении кадет кормил «аккерманский дамский комитет», представленный почти исключительно еврейскими дамами. Находясь в заключении, кадеты узнали о своём представлении к Георгиевским крестам и медалям и сами выбрали, кому быть награждённым.
В середине марта 1920 года кадеты и двое воспитателей были перевезены в Рени, где их поселили в железнодорожных вагонах на запасных путях. Среди них начались болезни, один кадет умер от брюшного тифа. В середине апреля 1920 года их наконец-то отправили поездом в Королевство Сербов, Хорватов и Словенцев, где они влились в ряды Первого русского кадетского корпуса, который был открыт там с тем штатом воспитателей и кадет, которым удалось эвакуироваться 25 января 1920 года из Одессы морем.

## Список кадет и воспитателей Одесского кадетского корпуса, принявших участие в бою
Кадеты 
- Авраменко, Андрей — кадет. За бой под Канделем награждён Георгиевским крестом 4-й степени (взял неприятельский пулемёт)[7].
- Голиков, Павел Тарасович (1-й) — 1903 года рождения. Кадет 7-го класса Одесского кадетского корпуса. В Вооруженных силах Юга России. Прибыл с эшелоном Сводного кадетского корпуса в Югославию. В 1920 г. окончил Первый Русский кадетский корпус. 8 сентября 1920 г. прибыл на пароходе «Владимир» в Крым в Сергиевское артиллерийское училище. В Русской армии кадет Морского кopпyca. Эвакуирован с флотом в Бизерту. Окончил Морской корпус 19 ноября 1922 г. Корабельный гардемарин. В марте 1923 г. убыл во Францию для поступления в университет.
- Градский, Сергей — кадет Одесского кадетского корпуса. Эвакуирован в Королевство Югославия, где в 1921 г. окончил Первый Русский кадетский корпус. В эмиграции в Югославии. Умер 15 июня 1926 года в Югославии.
- Григоросулло, Владимир — кадет Орловского корпуса. Погиб 15 февраля 1920 года в бою под Канделем.
- Гроховский — кадет. Погиб в марте 1920 года, находясь в румынском заключении в Рени от брюшного тифа.
- Клобуков, Лев — За бой под Канделем посмертно награждён Георгиевской медалью 4-й ст.
- Кривошеин — кадет[6].
- Критский, Владимир — кадет 2-го кадетского корпуса. В Вооруженных силах Юга России. Кадет Одесского кадетского корпуса. Эвакуирован в Королевство Югославия, где в 1921 г. окончил Первый Русский кадетский корпус, затем Николаевское кавалерийское училище. В эмиграции в Югославии.
- Лампси, Валериан — кадет Одесского кадетского корпуса. В Вооруженных силах Юга России. Эвакуирован в Королевство Югославия, где в 1920 г. окончил Первый Русский кадетский корпус. Доброволец в Русской армии. За бой под Канделем награждён Георгиевским крестом 4-й ст. Убит в августе 1920 года в Улагаевском десанте.
- Никитин, Евгений — кадет Ташкентского кадетского корпуса. Погиб 15 февраля 1920 года. За бой под Канделем награждён Георгиевским крестом 4-й ст. посмертно.
- Никитин, Леонид — кадет.
- Никитин, Николай — кадет.
- Никольский, Глеб Николаевич — 1901 года рождения. Кадет Одесского кадетского корпуса. В Вооруженных силах Юга России. За бой под Канделем награждён Георгиевским крестом 4-й ст. Эвакуирован в Королевство Югославия, где в 1920 году окончил Первый Русский кадетский корпус. 8 сентября 1920 г. прибыл на пароходе «Владимир» в Крым в Сергиевское артиллерийское училище. Окончил Сергиевское артиллерийское училище в Болгарии. Подпоручик.
- Новицкий — кадет Суворовского кадетского корпуса.
- Патон — кадет. Пропал без вести 16 февраля 1920 года.
- Расташинский — кадет Морского корпуса[6].
- Росселевич, Анатолий Михайлович (28 декабря 1902 года (9 января 1903), Влодава, Холмская губерния — 24 марта 1977 года, Нью-Йорк) — кадет 2-го кадетского корпуса. В Добровольческой армии и ВСЮР в портовой охране города Ейска, с июня 1919 года в Одесском кадетском корпусе. В эмиграции в Югославии, где в 1921 году кончил Первый Русский кадетский корпус, Белградский университет, с 1924 года Лувенский университет. С 1958 года в США, к 1967 году сотрудник журнала «Военная Быль».
- Сахно-Устимович, Александр — кадет Одесского кадетского корпуса. В Вооруженных силах Юга России. Награждён Георгиевской медалью 4-й ст. В эмиграции в Югославии, в 1923 году окончил Первый Русский кадетский корпус. Подпоручик. Служил в Русском корпусе. Пропал без вести 18 октября 1944 г. под Авалой (Югославия).
- Ceверьянов, Николай — кадет Одесского кадетского корпуса. В Вооруженных силах Юга России. Награждён Георгиевскими крестами 3-й и 4-й степени. Доброволец в Русской армии. За бой под Канделем награждён Георгиевским крестом 3-й ст. В эмиграции в Югославии. В 1921 году окончил Крымский кадетский корпус, в 1923 — Николаевское кавалерийское училище. Корнет. Убит в 1930 г. в разведке при переходе границы СССР.
- Скалковский, Сергей Сергеевич — кадет Полоцкого кадетского корпуса. В Добровольческой армии и ВСЮР в сводно-кирасирском полку. Награждён Георгиевским крестом 4-й ст. Галлиполиец. В Югославии в 1921 году окончил Первый Русский кадетский корпус, Николаевское кавалерийское училище. Корнет 12-гo уланского полка. В эмиграции в 1932—1934 гг. в Бейруте, к 1936 г. в Китае, член офицерскоro собрания в Шанхае.
- Смородский, Николай — кадет.
- Смородский — кадет (младший брат).
- Смородский — кадет (младший брат).
- Стойчев, Владимир (4-й) — кадет Одесского кадетского корпуса. Ранен в бою под Канделем пулей в бедро навылет, награждён Георгиевским крестом 4-й ст. В 1921 году окончил Крымский кадетский корпус. В эмиграции в Румынии, окончил военное училище и служил в румынской армии.
- Тарасенко, Николай Георгиевич (1-й) — 1902 года рождения. Кадет Одесского кадетского корпуса. В Вооруженных силах Юга России. Эвакуирован в Сербию. Кадет сводного кадетского корпуса. В 1920 г. окончил Первый Русский кадетский корпус. 8 сентября 1920 г. прибыл на пароходе «Владимир» в Крым в Сергиевское артиллерийское училище. За бой под Канделем награждён Георгиевской медалью 4-й ст. Юнкер Сергиевского артиллерийского училища. Умер 14 января 1921 г. в Сараеве.
- Тарасенко, Сергей (2-й) — кадет Одесского кадетского корпуса. В вооруженных силах Юга России. В эмиграции в Югославии, где в 1921 году окончил Первый Русский кадетский корпус, Николаевское кавалерийское училище.
- Тер-Никогосов — кадет Тифлисского кадетского корпуса. Горнист. Пропал без вести в бою под Канделем 15 февраля 1920 года.
- Толмачев Михаил (2-й) — кадет Одесского кадетского корпуса (выпуска 1921 г.). Ранен в бою под Канделем. В Русской армии — в гвардейской артиллерии. За бой под Канделем награждён Георгиевской медалью 4-й ст. Окончил Первый Русский кадетский корпус.
- Трофимов, Михаил Михайлович — кадет Одесского кадетского корпуса. За бой под Канделем награждён Георгиевским крестом 4-й ст. Эвакуирован в Королевство Югославия, где в 1920 году окончил Первый Русский кадетский корпус. 16—20 августа 1920 года возвратился в Русскую армию. Кадет Морского корпуса. Эвакуирован с флотом в Бизерту. Окончил Морской корпус 19 ноября 1922 года. Корабельный гардемарин. В октябре 1923 года на линейном корабле «Генерал Алексеев». В эмиграции в Тунисе. Умер 22 марта 1959 г. в Бизерте.
- Фокин — кадет.
- Фролов, Василий — кадет, попал в плен после боя под Канделем[8].
- Худобашев, Александр Николаевич — 1902 года рождения. Кадет Тифлисского, затем 4-го класса Одесского кадетского корпуса. В Вооруженных силах Юга России. Эвакуирован в Югославию. Кадет сводного кадетского корпуса. В 1920 г. окончил Первый Русский кадетский корпус. 8 сентября 1920 г. прибыл на пароходе «Владимир» в Крым в Сергиевское артиллерийское училище. В Русской Армии до эвакуации Крыма. Эвакуирован на корабле «Сцегед». Окончил Николаевское кавалерийское училище.
- Яконовский, Евгений Михайлович (1903 год — 15 мая 1974 г. в Монтобане (Франция)) — кадет 5-го класса Оренбургского Неплюевского кадетского корпуса. В январе 1918 г. участник обороны Оренбурга. В Вооруженных силах Юга России кадет Одесского кадетского корпуса (выпуска 1921 г.). В Русской армии. В эмиграции в Югославии. Окончил Крымский кадетский корпус (1921), университет. Юнкер 4-й артиллерийской бригады и лейб-гвардии Гренадерского полка. В эмиграции во Франции, служил во французской армии, до 1956 г. Сотрудник журнала «Военная Быль».

 Воспитатели и офицеры
- Реммерт, Георгий Леопольдович — капитан, воспитатель младших классов Суворовского корпуса. Участник Великой войны.
- Рогойский — подполковник, воспитатель Полоцкого кадетского корпуса. Участник Великой войны. Инвалид (ампутирована левая рука). Застрелился 16 февраля 1920 года[8].
- Фокин — кавалерийский полковник, отец третьекурсника Фокина. Записался в кадетскую роту добровольцем.

## Память
- 13 февраля 2010 года, в 90-ю годовщину боя под Канделем, в посёлке городского типа Лиманское, который расположен на месте бывших немецких колоний Кандель и Зельц, на месте боя был установлен деревянный православный крест чтобы «почтить память тех, кто до конца исполнил свой воинский долг и пережил все ужасы братоубийственной гражданской войны».[9]
- Весной 2011 года установлен постоянный гранитный памятник погибшим в бою под Канделем[10].